# Luuka (quận)
Luuka là một quận ở vùng Đông của Uganda.

## Lịch sử
Quận Luuka được thành lập theo đạo luật của Quốc hội Uganda vào ngày 1 tháng 7 năm 2010. Trước đó, đây là một phần của quận Iganga.

## Địa lý
Quận Luuka giáp với các quận Buyende về phía bắc, Kaliro về phía đông bắc, Iganga về phía đông nam, Mayuge về phía nam, Jinja về phía tây nam và Kamuli về phía tây bắc. Trung tâm hành chính của quận cách thị trấn Iganga khoảng 33 kilômét (21 mi) về phía tây bắc.

## Nhân khẩu
Dưới đây là dân số quận Luuka qua các năm:
| 1991    | 2002    | 2012    | Nguồn |
| ------- | ------- | ------- | ----- |
| 130.400 | 185.500 | 260.900 | [ 3 ] |